# Rutger Zwart
Rutger Simon Zwart (Oss, 10 oktober 1964) is een Nederlandse historicus en schrijver.

## Levensloop
Tussen 1977 en 1983 volgde Rutger Zwart het Gymnasium α aan het Titus Brandsma Lyceum in Oss. Vervolgens studeerde hij tussen 1983 en 1989 geschiedenis aan de Katholieke Universiteit Nijmegen. Aan diezelfde universiteit promoveerde hij in 1996 op het proefschrift Gods wil in Nederland: christelijke ideologieën en de vorming van het CDA (1880-1980). Na zijn promotie werd hij mede-directeur van tekst- en communicatiebureau Ravestein & Zwart te Nijmegen. In 1997 publiceerde hij samen met Ad Maas en Gerard Marlet Het brein van Bolkestein, een analyse van het politiek denken van toenmalig VVD-leider Frits Bolkestein. Van 2002 tot 2018 zat hij in de Nijmeegse gemeenteraad voor de Partij van de Arbeid (PvdA), aanvankelijk als woordvoerder arbeidsmarktbeleid en van 2006 tot 2014 als fractievoorzitter. Bij zijn afscheid werd hij benoemd tot lid in de Orde van Oranje-Nassau. In 2024 publiceerde hij samen met Rob van Eijck De kunst van Kresse.

## Persoonlijk
Rutger Zwart is getrouwd met zangeres Francine van der Heijden. Ze hebben samen twee kinderen.

## Publicaties
- Gods wil in Nederland. Christelijke ideologieën en de vorming van het CDA (1880-1980). Kampen (Kok), 1996. ISBN 90 242 7780 9
- Het brein van Bolkestein (met Ad Maas en Gerard Marlet). Nijmegen (SUN), 1997. ISBN 90 6168 622 9
- De kunst van Kresse (met Rob van Eijck). Gouda (Kresse Museum), 2024.

- Bibliothèque nationale de France: cb150556551 (data)
- Gemeinsame Normdatei: 172950201
- International Standard Name Identifier: 0000 0000 3118 6363
- Library of Congress Control Number: n96022519
- Nederlandse Thesaurus van Auteursnamen: 144133849
- Virtual International Authority File: 42127793
- WorldCat: E39PBJcrfXh8V3Hf3Cvhy9wV4q